# Федюшкин, Николай Дмитриевич
Никола́й Дми́триевич Федю́шкин (1834—1888) — архитектор, академик архитектуры Императорской Академии художеств.

## Биография
Окончил Императорскую Академию художеств (1861). Получил медали Академии художеств: малая серебряная (1859) за «проект глазной лечебницы», большая серебряная медаль (1860) за «проект церкви». Звание свободного художника (1861). Звание академика (1864).
Старший архитектор Департамента таможенных сборов.
Исполнял различные работы для русских православных церквей в Иерусалиме; построил церковь Михаила Архангела в Вышегороде и доходный дом Н. И. Львовой в Петербурге, Угловой пер., 7 (1875–1876).